# الواسطة (الديس)

'

تعديل مصدري - تعديل

الواسطة هي إحدى قرى عزلة الديس بمديرية الديس التابعة لمحافظة حضرموت، بلغ تعداد سكانها 135 نسمة حسب تعداد اليمن لعام 2004.